# Château de la Salle (Gémozac)
 (décembre 2020).
Si vous disposez d'ouvrages ou d'articles de référence ou si vous connaissez des sites web de qualité traitant du thème abordé ici, merci de compléter l'article en donnant les références utiles à sa vérifiabilité et en les liant à la section « Notes et références ».
Pour les articles homonymes, voir Château de la Salle.
Le château de la Salle est une demeure de style classique, située dans la vaste plaine s'étendant au nord de Gémozac, en Charente-Maritime.

## Historique
Le château de La Salle a certainement pour origine le fief d'Ozignac qui a donné son nom à l'actuel hameau de Louzignac, situé près du château. Le fonds de Beaumont, conservé à la Médiathèque de Saintes, indique que le fief d'Ozignac est vendu en 1310 par Geoffroy Tison à Pierre Estève. En 1329, il appartient à Pierre Fabry. Un siècle plus tard le fief d'Ozignac est aux mains de la maison de Beaumont comme le montrent les hommages que rendent en 1432 Ithier de Beaumont, en 1457 Jehan de Beaumont  et en 1485 Pierre de Beaumont .  
En 1547, le fief d'Ozignac appartient à un puissant personnage saintongeais, Charles de Coucis (1491-1565), gentilhomme du roi, capitaine de 50 hommes d'armes de ses ordonnances, lieutenant du roi en Guyenne à deux reprises, entre 1542 et 1565, seigneur de Burie, de Gémozac, de Virollet et d'Ozignac , qui compte dans son ascendance une Beaumont. 
Par la suite, en 1627, le fief d'Ozignac est possédé par Jeanne du Lyon, dame de Potonville, qui déclare habiter au logis noble de La Salle, à Gémozac, aussi appelé le logis de La Salle d'Ozignac. Jeanne du Lyon avait été mariée en premières noces, en 1574, avec François Goumard, seigneur d'Echillais ; en deuxièmes noces avec Léon Bouchard, seigneur de Saint-Martin-de-la-Coudre ; en troisièmes noces avec César de Saint-Lary, seigneur de Bellegarde, capitaine de cinquante hommes d'armes de ses ordonnances, mort des suites de ses blessures reçues à la bataille de Coutras en 1587, et en quatrièmes noces avec Jean de Rivery, seigneur de Potonville, lieutenant pour le roi au gouvernement de Brouage . Elle avait eu des enfants de ses trois premiers mariages, dont Octave de Saint-Lary de Bellegarde (1587-1646). Contraint à l'état ecclésiastique par son cousin, le duc de Bellegarde, il fut évêque de Couserans (1613) puis archevêque de Sens. 
Devenu la propriété du petit-fils de Jeanne du Lyon, Louis Bouchard, seigneur de Saint-Martin-de-la-Coudre et de Gémozac, marié avec Catherine-Bérénice de Baudéan-Parabère, le logis est ensuite attribué à la fille de ces derniers, Henriette-Dorothée Bouchard d'Aubeterre qui épouse en 1679 son cousin, Louis Bouchard d'Esparbès de Lussan, marquis d'Aubeterre, mort à Paris, en 1711. 
Le château de La Salle échoit peu après à leur fils aîné, Charles-Louis-Henri Bouchard d'Esparbès de Lussan (1682-1740), page de la grande écurie du roi, marié en 1713 avec Marie-Anne-Françoise Jay, dame d'honneur de Caroline de Hesse, duchesse de Bourbon, et fille de Joseph Jay, seigneur de Moutonneau, en Angoumois, et de Marie-Anne-Françoise de Ferrière, dame de Champigny, en Poitou. 
C'est Charles-Louis-Henri Bouchard d'Esparbès de Lussan (1682-1740) qui fait remplacer autour de 1720 l'ancien logis, qui est succinctement décrit en 1681 comme une "maison couverte d'ardoises et de tuiles", ayant "chambres basses et hautes, cuisines...", et différentes dépendances , par l'édifice que nous connaissons aujourd'hui, afin de le "mettre dans le goût nouveau" et de lui "donner le brillant convenable à une terre possédée par un homme de sa naissance". 
De son mariage avec Marie-Anne-Françoise Jay, il laisse un garçon, Henri Joseph Bouchard d'Esparbès de Lussan d'Aubeterre (1714-1788), maréchal de France, et plusieurs filles, dont Louise-Marguerite Bouchard d'Esparbès de Lussan, épouse de Henri-Joseph de Bourdeilles, premier baron de Saintonge et du Périgord, comte de Matha (Charente-Maritime), baron de La Tour-Blanche (Dordogne), seigneur de Saveilles (Charente) et des maisons nobles de Périgueux et de Saint-Pardoult-la-Rivière (Dordogne), colonel au régiment d'Orléans-Infanterie, qui hérite de la terre de Gémozac et du château de La Salle, en 1753 .
En 1741, Mgr Léon de Beaumont y réside.
Mises en vente dès 1786, les terres de Gémozac et de La Salle, avec un  "château bâti à la moderne"  ne sont achetées qu'en 1791 de Henri-Joseph de Bourdeilles fils (1748-1794) et de sa seconde épouse, Marie-Jacquette-Claude de Beaumont, par Pierre-Étienne-Lazare Griffon de Romagné (1723-1795), issu d'une famille de noblesse de robe de La Rochelle, maître ordinaire en la chambre des comptes de Paris, membre de l'Académie de La Rochelle, député du tiers état, puis vice-président de l'Assemblée. À sa mort, il laisse deux fils. L'un meurt jeune en 1802, l'autre est handicapé. En 1828, son tuteur, Alexandre-Charles-Gustave Martin de Chassiron, fait vendre le château de La Salle, qui est alors en mauvais état, à un cultivateur, Mathurin Gelinard, et à un meunier, Jacques Fabvre, qui procèdent aussitôt à la division des différents bâtiments . 
Façades et toitures, fossés et balustres du château, façades et toitures des deux pavillons situés à l'entrée et vestiges du portail sont inscrits au titre des monuments historiques par arrêté du 12 mars 1990.
Peu de temps après cette protection, la partie du corps de logis aujourd'hui sans toiture est détruite par un incendie, ainsi que le pavillon nord d'entrée, dont les maçonneries sont alors rasées

## Architecture
Situé au milieu d'une vaste plaine le château de La Salle est un édifice classique, sobre, rigoureux et d'une grande cohérence qui paraît avoir été élevé d'un seul jet. Construit sur un axe nord-est sud-ouest, il est accompagné, au sud-est, par une vaste cour latérale bordée de dépendances, à laquelle répondait autrefois, au nord-ouest, un bois de haute futaie qui l'abritait des vents dominants. L'ensemble était précédé par une longue avenue rectiligne bordée d'arbres dont le tracé est aujourd'hui à peine discernable, mais qui est révélée par le premier plan cadastral de Gémozac. Elle conduisait à l'avant-cour qui était encore ponctuée par deux pavillons identiques couverts de tuiles. Seul celui de l'angle est subsiste. Celui de l'angle nord, bien que protégé en 1990 au titre des monuments historiques, a disparu après avoir été endommagé par un incendie. 
Le château proprement dit est bâtie dans l'axe de l'avant cour, sur un terre-plein rectangulaire entouré de toutes parts par des fossés taillés dans le roc, ce qui a permis l'extraction d'une partie des matériaux de construction. Il est accessible en franchissant un pont axial à deux arches. Les fossés sont protégés par des balustres de section carrée, sauf dans la partie nord, où ils ont disparu. Composée d'un rez-de-chaussée et d'un étage, la demeure des seigneurs de la Salle comprend, du côté de l'arrivée, un corps de logis de fond de cour, encadré par deux ailes latérales symétriques. De même hauteur, ces trois corps de bâtiments dont couverts d'une toiture coiffée de tuiles canal, sauf sur les deux petits pans placés du côté de l'avant-cour, où la tuiles plate a été utilisée. Au sud-ouest, du côté des anciens parterres, le château développe une façade plus généreusement éclairée. Avant que certaines baies ne soient bouchées, elle comptait onze travées, régulièrement organisées à partir de la travée axiale qui est marquée par un élégant pont-perron à trois arches enjambant le fossé. Chacun des deux angles est marqué par un avant corps à trois travées aménagé dans le prolongement des ailes latérales de la façade donnant sur l'avant-cour (voir la vue aérienne). 
L'aile latérale sud-est renferme l'ancienne cuisine qui est encore couverte d'une voûte en plein cintre. 
L'addition des chaînes harpées en refends qui marquent les angles, des balustres de section carrée et des linteaux à arc segmentaire couronnant des baies encadrées par un chambranle plat sont autant d'éléments qui permettent de dater l'édifice des années 1720-1730. En effet, on retrouve l'addition de ces éléments au château de Mons, à Royan, dont les carnets de compte du chantier débutent en 1737 et sont clos en 1745. L'approche de datation qu'on peut en déduire est confirmée par la présence d'une cheminée dont le profil et le dessin du manteau sont semblables à celle qui se trouve dans la principale salle du logis du prieur, à Semussac (actuelle mairie), reconstruit sous sa forme actuelle en 1729 pour Etienne La Salle (mention portée dans les registres paroissiaux de Semussac), prieur curé du lieu. 
Située autour de 1720-1730, la fourchette de datation ainsi déduite pour la construction du château de La Salle a été confirmée depuis, par la découverte, dans des archives privées, d'un factum imprimé relatif à un procès entre les anciens fermiers de La Salle, d'une part, et Charles-Louis-Henri Bouchard d'Esparbès de Lussan, dans lequel certains détails sur la construction du château que nous connaissons sont révélés.

## Biographie
- Robert Colle, "Châteaux, manoirs et forteresses d'Aunis et de Saintonge", éditions Rupella, La Rochelle, 1984, tome 1, p. 295, et tome 2, p. 287.
- Jacques Perruchon, "La saga des Bouchard d'Aubeterre de Saintonge à la Cour", collection Documentaire, éditions du Croît-Vif, 1996  (ISBN 978-2-907967-29-7).
- Frédéric Chasseboeuf, "Châteaux, manoirs et logis - la Charente-Maritime", éditions Patrimoines et médias, Prahecq, 2008, volume 1, p. 156  (ISBN 978-2-916757-27-8)